# Бесерра, Хавьер
Хавьер Бесерра (англ. Xavier Becerra; род. 26 января 1958, Сакраменто) — американский юрист и политик, член Демократической партии США. Первый латиноамериканец — генеральный прокурор Калифорнии (2017—2021).

## Биография
Родился 26 января 1958 года в Сакраменто, в рабочей семье иммигрантов из Мексики. В 1980 году окончил Стэнфордский университет, в 1984 году — Стэнфордскую школу права.
С 1987 года работал заместителем генерального прокурора Калифорнии, в 1990 году избран в Ассамблею штата Калифорния.
В 1992 году впервые избран в Палату представителей, где стал первым латиноамериканцем во главе Комитета по налогам и сборам. В 1997—1998 годах возглавлял Кокус испаноязычных конгрессменов от Демократической партии.
В течение двух созывов Конгресса США с 2013 по 2017 год возглавлял Кокус Демократической партии в Палате представителей.
24 января 2017 года ушёл в отставку из Палаты представителей, принёс присягу и вступил в должность генерального прокурора Калифорнии, на которую был назначен ввиду избрания Камалы Харрис в Сенат США (стал первым латиноамериканцем в должности генпрокурора Калифорнии).
В ноябре 2018 года победил на выборах республиканца Стивена Бэйли и занял должность генерального прокурора штата на полный срок.
6 декабря 2020 года избранный президент Джо Байден объявил о выдвижении им кандидатуры Хавьера Бесерры на должность министра здравоохранения и социальных служб США в формируемом кабинете.
18 марта 2021 года Сенат США 50 голосами против 49 утвердил Бесерру на должности министра здравоохранения США. Сенатор-демократ Мэйзи Хироно не голосовала, все остальные демократы и республиканка Сьюзан Коллинз проголосовали за утверждение Бесерры, остальные 49 республиканцев Сената высказались против. На тот момент из всех выдвиженцев в Кабинет Байдена, по которым было голосование в Сенате, кандидатура Бесерры вызвала наибольшую оппозицию у республиканцев. В этот же день Бесерра ушёл в отставку с должности генерального прокурора Калифорнии.